# Ewa Podleś
Ewa Podleś, né le 26 avril 1952 à Varsovie (Pologne) et morte le 19 janvier 2024 dans la même ville, est une artiste lyrique contralto colorature polonaise. Sa voix d'une authentique couleur de ce contralto et d'une étendue exceptionnelle se doublait d'une virtuosité étourdissante, ce qui lui a permis de triompher dans les opéras de Haendel et de Rossini.

## Biographie
Ewa Maria Podleś naît le 26 avril 1952 à Varsovie (Pologne),.
Elle étudie à l’Académie de musique Frédéric-Chopin de Varsovie, où sa professeure de chant est Alina Bolechowska et dont elle sort diplômée, puis remporte plusieurs prix internationaux de concours de chant à Athènes, Barcelone, Genève, Rio de Janeiro, Toulouse et au Concours Tchaïkovski de Moscou (3e prix en 1978).
En 1984, Ewa Podleś chante Rosine (Le Barbier de Séville) au festival d'Aix-en-Provence, est engagée au Metropolitan Opera de New York dans Rinaldo de Haendel, et apparaît dès lors sur les scènes d’opéra les plus prestigieuses autour du monde,.
Entre 1985 et 1989, elle chante Cornelia dans Giulio Cesare à Rome, Malcolm (La donna del lago) à Trieste et Adalgisa (Norma) à Vancouver.
En 1990, elle fait ses débuts à Covent Garden dans le rôle de Hedwige (Guillaume Tell).
En 1991, Ewa Podleś fait ses débuts à La Scala dans le rôle de Ragonde (Le Comte Ory) et chante Dalila (Samson et Dalila) à l'Opéra de Paris ainsi qu'Arsace (Semiramide) à La Fenice.
Elle se distingue particulièrement dans les rôles de contralto colorature de Rossini, notamment celui de Tancredi, qu'elle chante à la Scala en 1993 et enregistre avec succès.
En 1997, elle interprète et enregistre le rôle de Polinesso dans Ariodante de Haendel avec Les Musiciens du Louvre dirigés par Marc Minkowski, chef avec lequel elle travaille régulièrement,.
Son répertoire s'étend de la musique baroque à la musique contemporaine, en passant par la musique romantique. Outre l'opéra, au concert, elle chante les oratorios et la musique vocale avec orchestre, notamment les œuvres de Berlioz et de Prokofiev, les symphonies et Das Lied von der Erde de Gustav Mahler ou le Requiem de Verdi,.
En 2008-2009, on la retrouve au Metropolitan Opera dans le rôle de La Cieca de l'opéra La Gioconda d'Amilcare Ponchielli.
Ewa Podleś a aussi chanté avec les orchestres les plus réputés, et donné également de nombreux récitals, se trouvant régulièrement invitée dans les grands festivals internationaux.
Sa discographie est riche d’une trentaine d’albums pour les labels Decca, Deutsche Grammophon, Delos, DUX, EMI, Erato, Forlane et Naxos, notamment. 
Elle dispose en outre d’un site internet personnel.
En 2017, Ewa Podleś annonce son retrait de la scène, à l'issue d'une représentation de La Fille du régiment de Donizetti au Liceu de Barcelone.
Elle meurt des suites d'un cancer pulmonaire le 19 janvier 2024 à l'âge de 71 ans,,.

## Prix et récompenses
- Airs Célébres - Grand Prix du Disque « Orphée d'Or »
- Mélodies Russes avec le pianiste Graham Johnson - Grand Prix de l'Académie Franćaise du Disque
- Tancredi Gioachino Rossini sous la direction d'Albert Zedda - prix « The Best Buy 1995 » du magazine CD Classic's London et nomination pour le Grammy Award 1996
- l'aria de Rossini - Preis der Deutschen Schallplatten-Kritik 1996
- Album de l'année 1996 du magazine Studio

- « Dora Mavor Moore » pour son rôle principal dans l'opéra Julius Caesar de Haendel à Toronto
- le prix Sakharov. Andrzej Hiolski pour le rôle-titre dans Tankred Rossini au Grand Théâtre de Varsovie
- Gloria Artis Gold Badge, pour l'ensemble de l'activité artistique
- American Music Critics Award (1997)
- Kościuszko Foundation Award (2005) pour sa contribution exceptionnelle à la promotion de la culture polonaise et américaine
- Médaille du mérite pour la promotion de la culture russe décernée par le président de la Russie (2006)
- Médaille d'or de la Fondation Gran Teatre del Liceu à Barcelone (2013)
- Croix de commandeur de l'Ordre de Polonia Restituta

- Classic FM Magazine classe Ewa Podleś dans les dix meilleures voix mezzo-soprano de la première décennie du XXIe siècle
- Opéra.com l’inclut dans les cent légendes de l'opéra du dernier demi-siècle
- L'Association internationale des éleveurs d'iris basée à New York en 2002 attibue le nom Ewa Podles à sa variété d'élevage
- Une biographie intitulée Ewa Podleś - Contralto assoluto, de Brigitte Cormier est publiée par Édition Symétrie en France, et PWM en Pologne.

## Discographie

### CD audio
- Airs Célèbres (Haendel, Vivaldi, Purcell, Gluck, et Marcello), avec Patrick Peire.
- Chopin : Mélodies, avec Abdel Rahman El Bacha.
- Chopin : Chansons, avec Garrick Ohlsson.
- Manuel de Falla : El amor brujo, avec Krzysztof Penderecki
- Duos (Mendelssohn, Brahms, Schumann) avec Joanna Kozłowska et Jerzy Marchwinski (piano)
- Gluck : Armide : La Haine, avec Marc Minkowski.
- Gluck : Orfeo ed Euridice : Orfeo, avec Peter Maag.
- Gluck : Orphée et Eurydice : Orphée, avec Patrick Peire.
- Arias de Haendel tirés de Rinaldo et Orlando, avec Constantin Orbelian.
- Haendel : Ariodante : Polinesso, avec Marc Minkowski.
- Mahler : Symphonie no 2 « Resurrection », avec Jean-Claude Casadesus
- Mahler : Symphonie no 3, avec Antoni Wit.
- Mozart : Requiem, avec Michel Corboz et L'Ensemble vocal et instrumental de Lausanne.
- Offenbach : Orphée aux enfers : L'Opinion publique.
- Penderecki : Les Sept Portes de Jérusalem avec Kazimierz Kord
- Penderecki : Te Deum et le Lacrimosa du Requiem polonais.
- Ewa Podleś & Garrick Ohlsson Live
- Marta Ptaszynska (en) : Concerto pour marimba ; Chants de désespoir et de solitude.
- Prokofiev : Alexandre Nevski avec Jean-Claude Casadesus.
- Puccini : Il trittico, avec Bruno Bartoletti.
- Respighi  : Il Tramonto, avec Michał Nesterowicz.
- Arias de Rossini pour contralto, avec Pier Giorgio Morandi.
- Gala Rossini, avec Wojciech Michniewski (pl).
- Rossini : Tancredi : Tancredi, avec Alberto Zedda.
- Mélodies russes, avec Constantin Orbelian.
- Trésor des chansons polonaises, avec Ewa Pobłocka.

### DVD
- Haendel : Giulio Cesare in Egitto : Cornelia, à l'opéra de Barcelone.
- Donizetti : La Fille du régiment : la marquise de Berkenfeld.
- Ponchielli : La Gioconda : La Cieca, à l'opéra de Barcelone.
- Rossini : Ciro in Babilonia : Ciro, au Rossini Opera Festival de Pessaro.
- Massenet : Cendrillon : Madame de la Haltière, Royal Opera House.
- Tchaikovsky : La Dame de pique : la comtesse, dans une production de 2011 du Gran Teatre del Liceu de Barcelone.